# Erdősmárok
Erdősmárok (deutsch Bischofsmarok, kroatisch Marok) ist eine ungarische Gemeinde im Komitat Baranya. Sie gehört zum Kreis Mohács.

## Lage und Umgebung
Erdősmárok liegt zwischen dem Mecsekgebirge und Mohács. Größere Orte in der Umgebung sind Bóly und Mohács.

## Geschichte
Erdősmárok wurde 1261 erstmals urkundlich erwähnt. 

## Sehenswürdigkeiten
- Römisch-katholische Szent Lukács evangélista, erbaut 1882

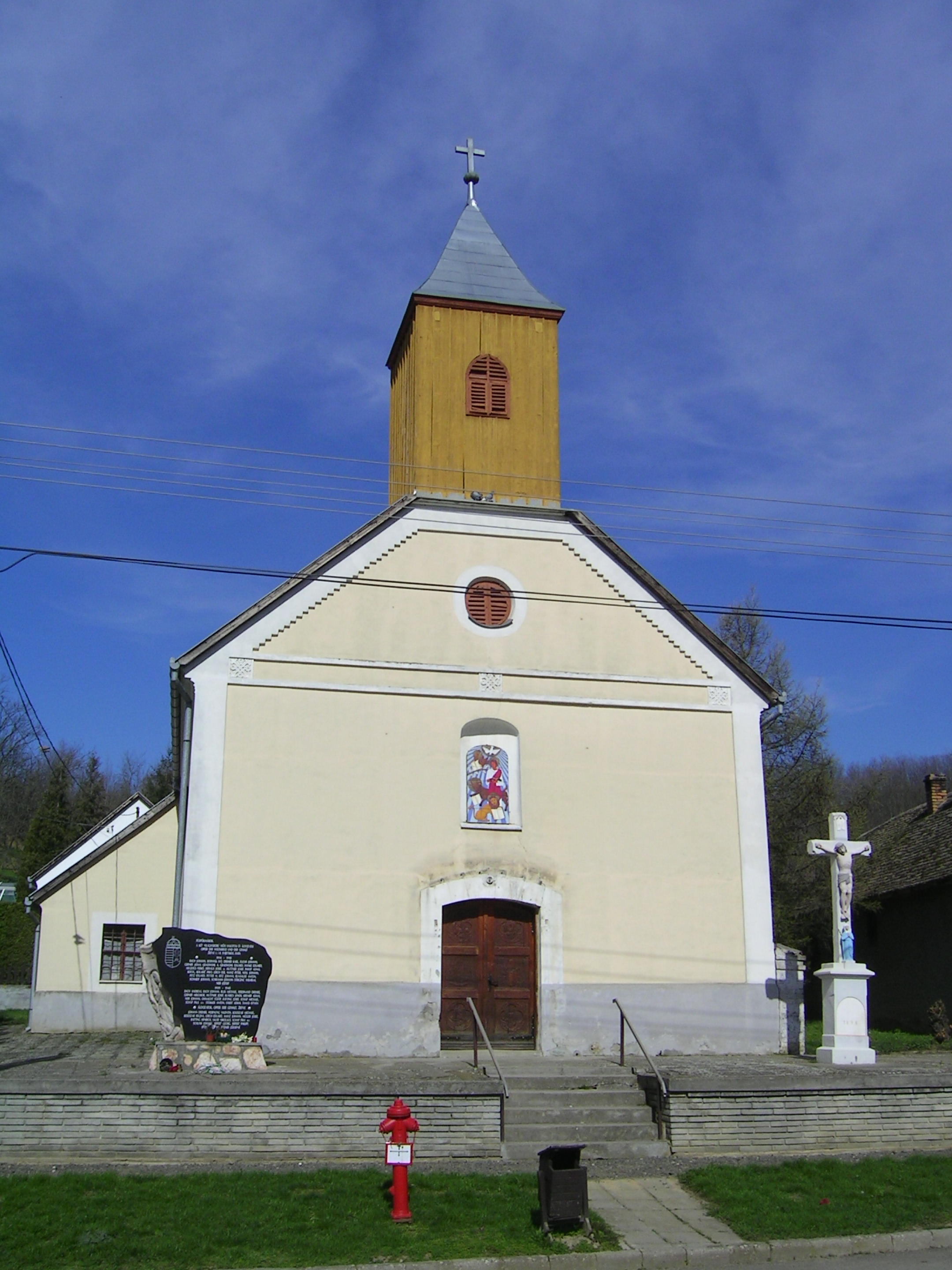
Römisch-katholische Kirche Szent Lukács evangélista in Erdősmárok

## Verkehr
Erdősmárok ist nur über die Nebenstraße Nr. 56126 zu erreichen. Der nächstgelegene Bahnhof befindet sich in Mohács.